# Musselburgh
Musselburgh (gael. Baile nam Feusgan) – miasto w południowo-wschodniej Szkocji (Wielka Brytania), w jednostce administracyjnej (council area) East Lothian (historycznie w hrabstwie Midlothian), położone nad ujściem rzeki Esk do zatoki Firth of Forth (Morze Północne), na wschód od Edynburga. W 2011 roku liczyło 22 639 mieszkańców.
W mieście jest stacja kolejowa Musselburgh.

## Współpraca
- Champigny-sur-Marne, Francja
- Rosignano Marittimo, Włochy